# Assara
Assara är ett släkte av fjärilar som beskrevs av Walker 1863. Assara ingår i familjen mott.

## Bildgalleri

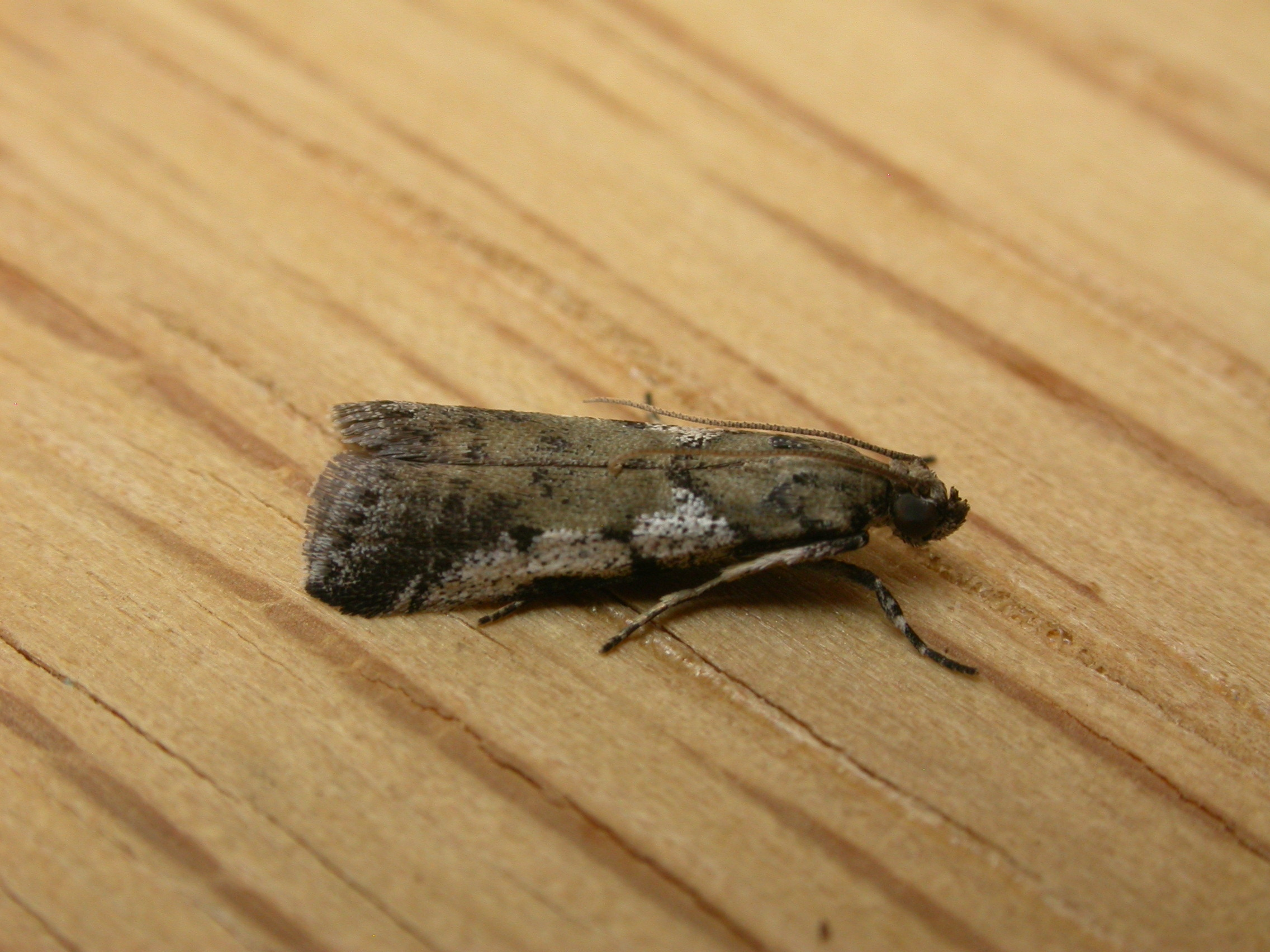
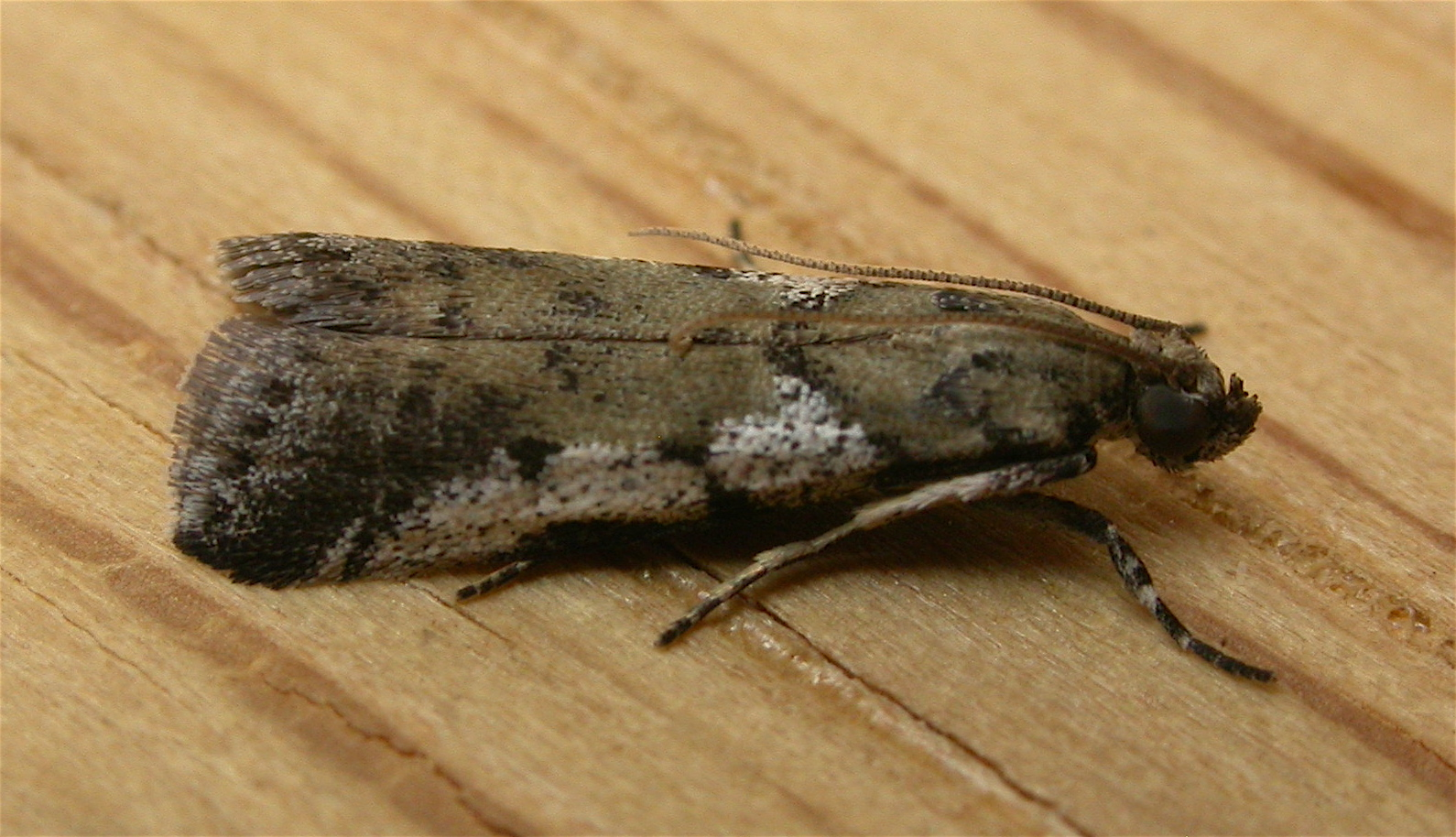
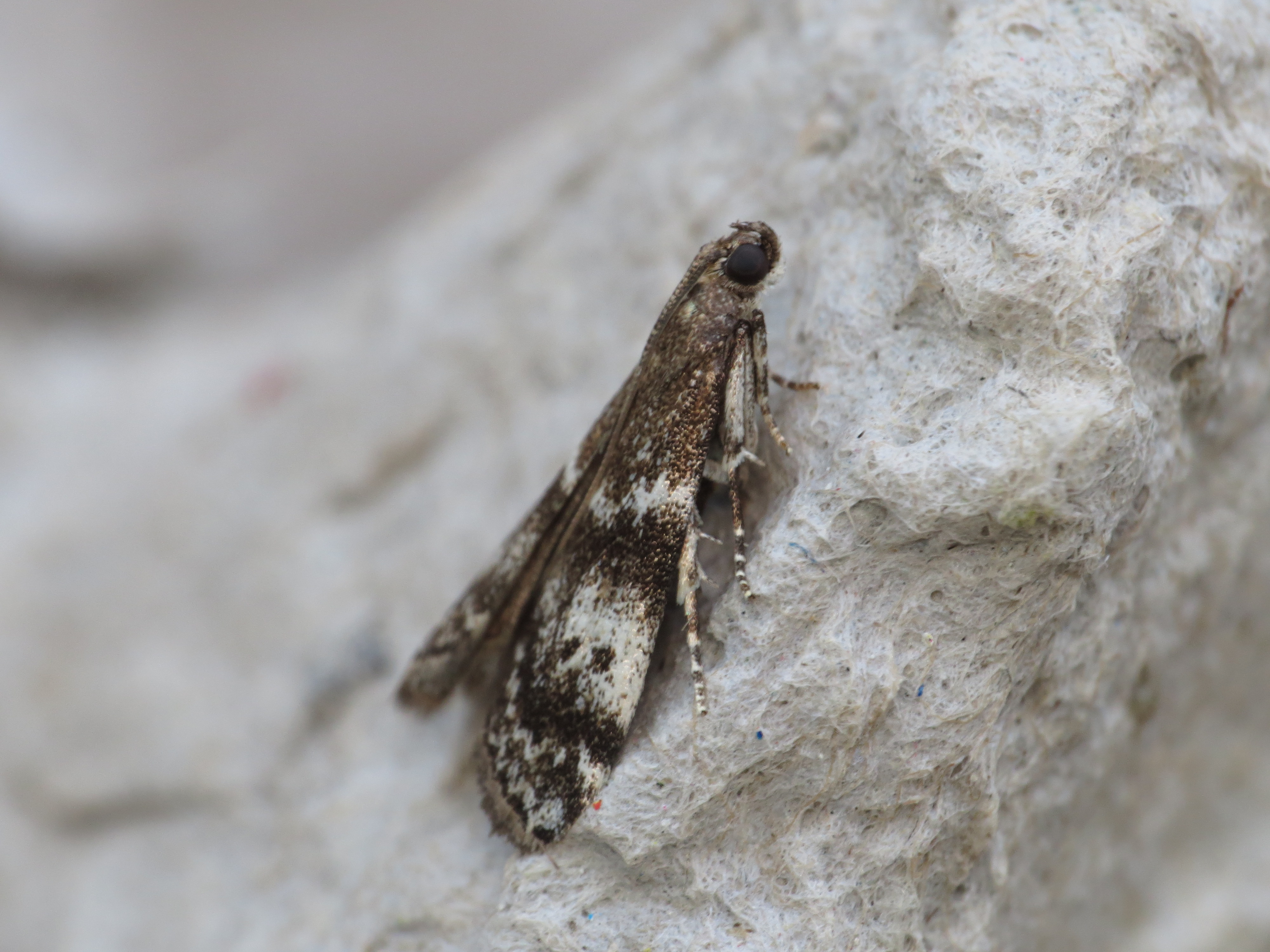
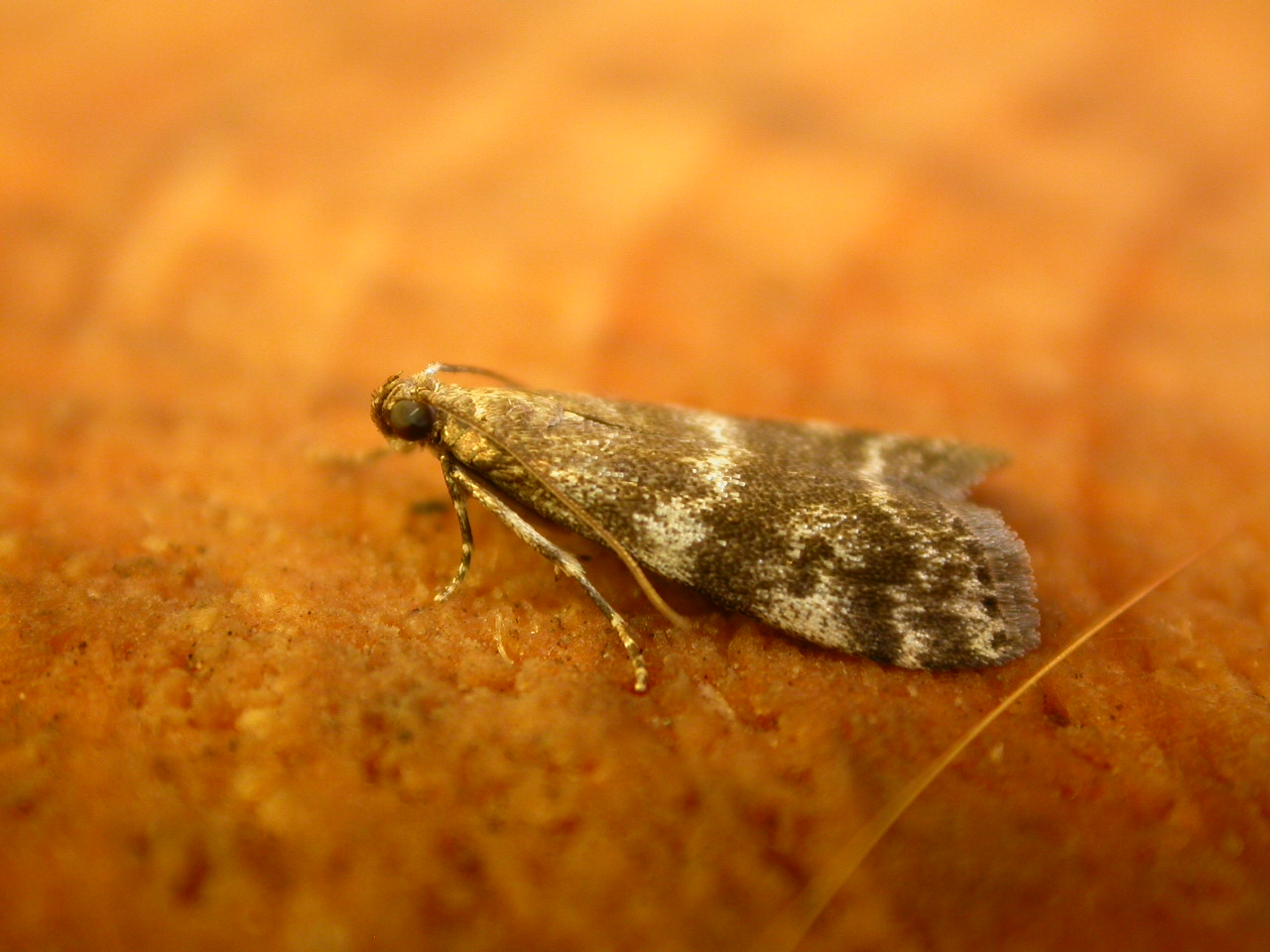
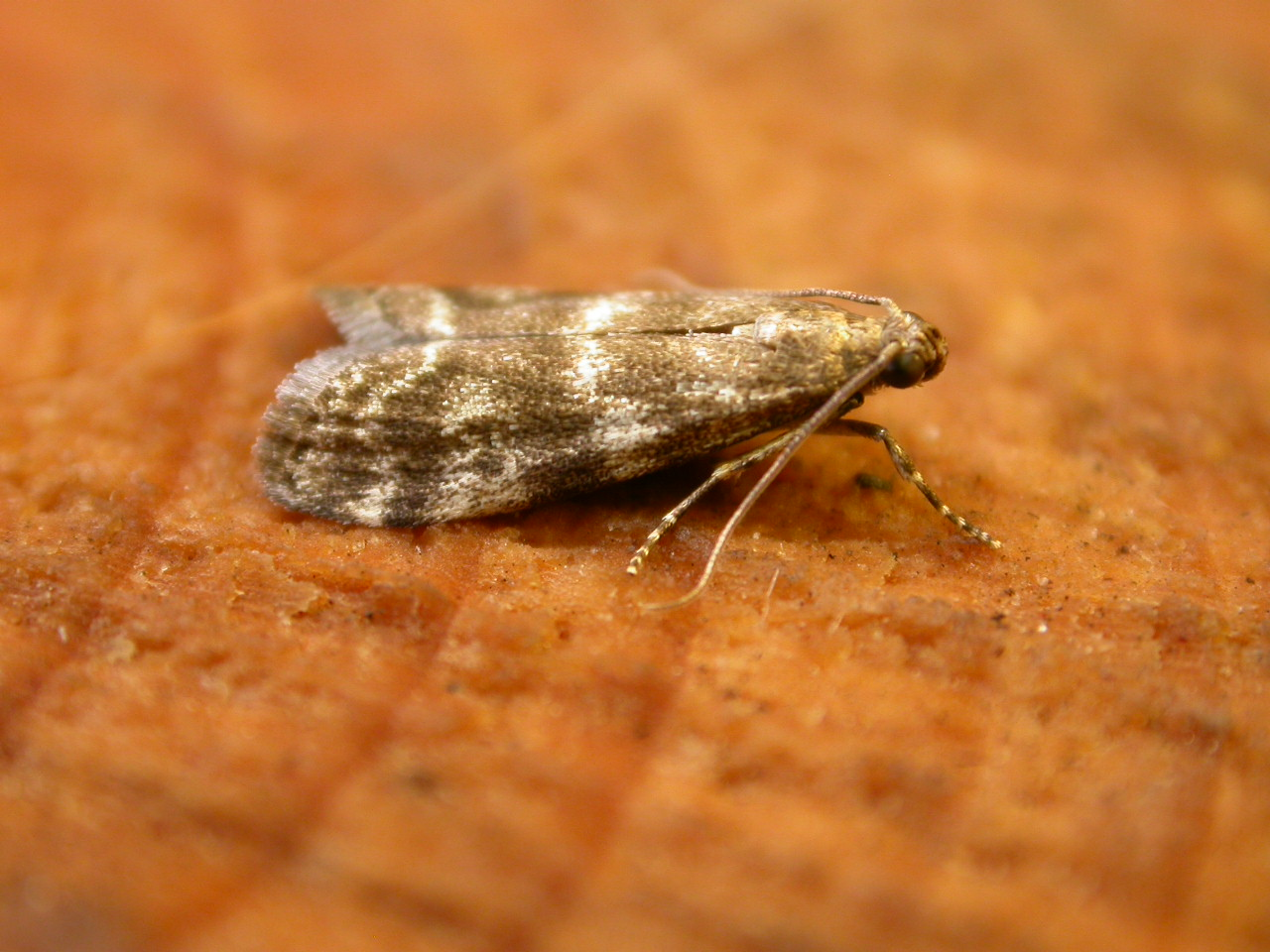
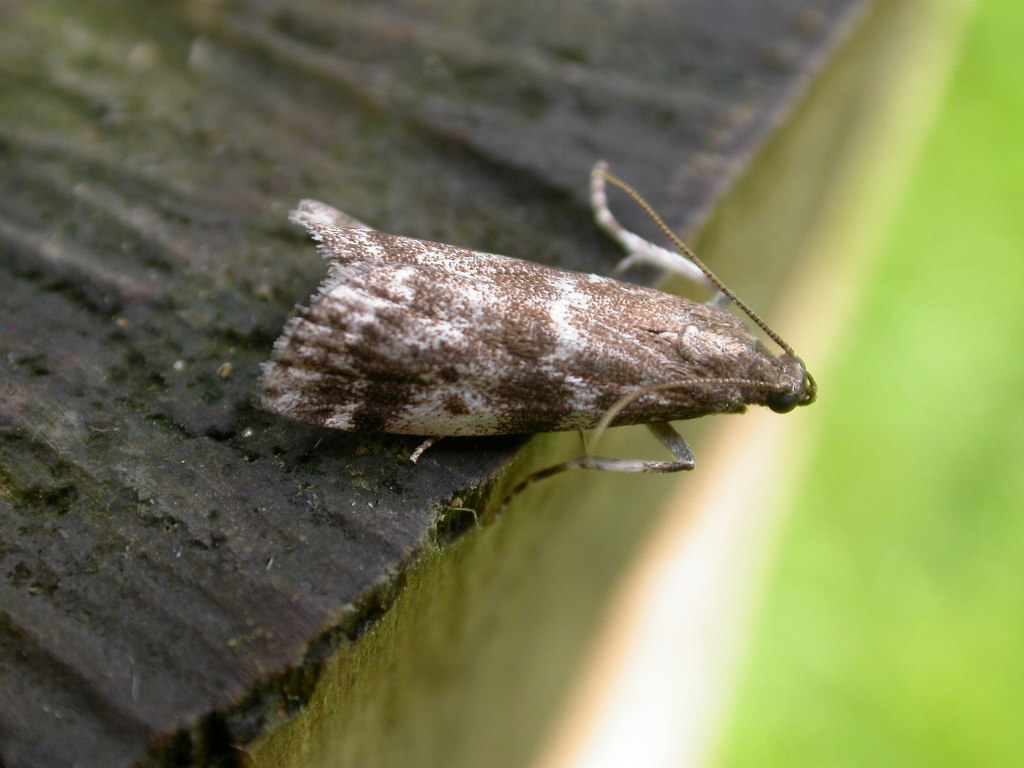

## Dottertaxa tillAssara, i alfabetisk ordning[1][2]
- Assara albicostalis
- Assara albocostalis
- Assara albocostella
- Assara apodectum
- Assara aterpes
- Assara cataxutha
- Assara cedrella
- Assara conicolella
- Assara decipula
- Assara epigrammella
- Assara exiguella
- Assara formosana
- Assara funerellum
- Assara halmophila
- Assara hemibaphes
- Assara hoeneella
- Assara holophragma
- Assara incredibilis
- Assara inouei
- Assara ketjila
- Assara korbi
- Assara leptoptila
- Assara leucarma
- Assara mediolinea
- Assara melanomita
- Assara metallopa
- Assara microdoxa
- Assara niveicostella
- Assara odontosema
- Assara pallidella
- Assara pamphaes
- Assara pinivora
- Assara semifictile
- Assara seminivale
- Assara styracicola
- Assara subelutellum
- Assara subterebrella
- Assara terebrella
- Assara thermochroa
- Assara tuberculosa
- Assara turciella
- Assara widagdoi